# Oberzell (Ravensburg)

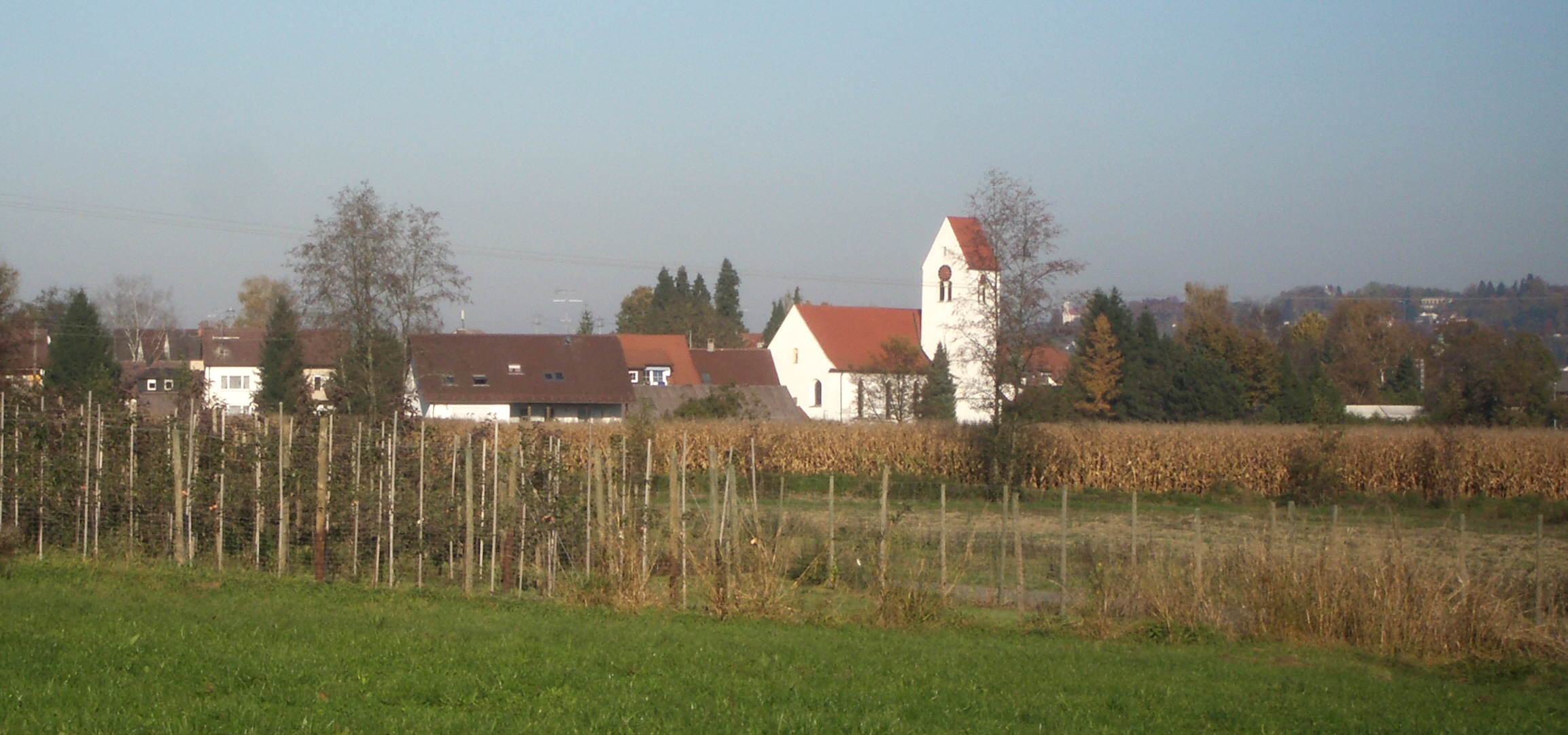
Oberzell

Oberzell ist ein Ortsteil in der Ortschaft Taldorf in Ravensburg.

## Geschichte
- Bereits 816 muss eine Siedlung im Tal der Schussen an der Stelle des heutigen Oberzell entstanden sein, als Ludwig der Fromme seinem leibeigenen Priester Engilbert in einer Urkunde erlaubt, seine Güter im mittleren Schussental an das Kloster Reichenau zu übergeben.
 Da das Kloster Reichenau im Schussental nur einen Besitz in Oberzell hatte, muss es sich bei Engilberts' Gütern um Oberzell gehandelt haben[1].
- 1198 wird im Salmer Urkundenbuch eine Cella superior genannt.
- Vom Kloster Reichenau wurden die Truchsessen von Waldburg mit der Herrschaft Oberzell belehnt. Später ging Oberzell (1239 teilweise und 1313 völlig) an das benachbarte Kloster Weißenau über, in dessen Besitz es bis zur Säkularisation 1803 blieb. 1823 wurde Oberzell nach Taldorf eingemeindet.

## Schulen
- Grundschule Oberzell

## Vereine
- Fanfarenzug Oberzell
- Funkenverein Oberzell
- Musikverein Oberzell
- Sportverein Oberzell
- Narrenzunft Oberzell
- Wanderfreunde Oberzell
- Katholische Junge Gemeinde Oberzell (KJG)

## Persönlichkeiten
- Franz Bayer (1884–1967), Kunstmaler und Restaurator
- Engilbert (9. Jahrhundert), Priester, Mönch und Gründer von Oberzell
- Gebhard Fugel (1863–1939), Maler